# Río Rojas
El río Rojas es un curso natural de agua que nace en el extremo sureste del lago Lovenborg y fluye hacia el sureste hasta desembocar en el río Lapataia, ambos en Tierra del Fuego.: 631 

## Trayecto
Tiene una longitud de 6 kilómetros y se encuentra a 60 km de la Tenencia Yendegaia.

Cuencas hidrográficas de los ríos Azopardo, Lapataia y Yendegaia. Al norte se ve el sector sur de la cuenca del río Grande.

## Historia
La zona fue explorada en 1907 por una expedición de Carl Skottsberg y Albert Pagels. Skottsberg bautizó el lago con el nombre Lowenborg en honor al cónsul de Suecia en Chile y al río en honor al almirante A. Rojas que puso un pequeño vapor a disposición de la expedición.: 87 
Luis Risopatrón lo describe brevemente en su Diccionario Jeográfico de Chile de 1924:: 776 
Rojas (Rio) 54° 45' 68° 45' Desagua el lago Lowenborg, corre hacia el S E i se vácia en el estremo NW del lago Roca. 72, p. 53 (Skottsberg, 1911).